# Danny Amendola
Danny Amendola (The Woodlands, Texas, Estados Unidos, 2 de noviembre de 1985) es un exjugador profesional de fútbol americano de la National Football League que actualmente es entrenador asistente en el equipo Las Vegas Raiders. Jugó fútbol universitario en la Universidad tecnológica de Texas para los Texas Tech Red Raiders. Inició su carrera profesional como agente libre, firmando para el equipo de práctica de los Dallas Cowboys en 2008. Se unió a los New England Patriots en 2013 como agente libre donde jugó hasta marzo de 2018. Terminó su carrera en los Houston Texans. Amendola también fue miembro de Philadelphia Eagles , St. Louis Rams Miami Dolphins Detroit Lions y  New England Patriots.

## Primeros años
Amendola asistió a The Woodlands High School en The Woodlands (Texas), un suburbio de Houston, jugando fútbol con el entrenador Weldon Willig. Él terminó la escuela secundaria llevando a su equipo a su primer juego del campeonato del estado de Texas. Aunque perdieron el campeonato contra North Shore High School, Amendola terminó su último año con 1.045 yardas de recepción, 129 rushing yards, y 8 touchdowns.

## Carrera universitaria

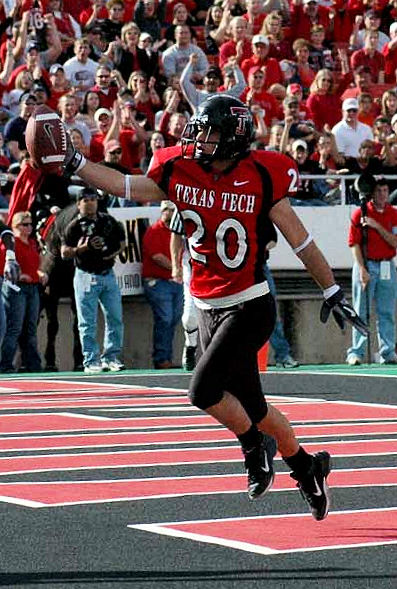
Danny Amendola, Texas Tech University, 2004.

Amendola terminó su carrera universitaria en Texas Tech con 204 recepciones para 2.246 yardas y 15 touchdowns. También devolvió 116 balones por 1,283 yardas y un touchdown, dándole un promedio de 11,06 yardas por vuelta, lo que sitúa a Amendola en tercer lugar en la historia de la escuela en retornos de despeje y yardas, detrás de Wes Welker y Tyrone Thurman. El mejor año de Amendola fue su último año, en el que se vio ensombrecido por su compañero de equipo Michael Crabtree, pero aun así registró 109 capturas de balón para 1,245 yardas y 6 touchdowns. 
En su primer año de la temporada 2004, Amendola vio el deber limitado en la ofensiva, pero fue el punt returner líder para los Red Raiders. Él atrapó 13 pases durante la temporada, incluyendo un touchdown durante el juego del 2004 contra Baylor.
Durante la temporada 2005, Amendola hizo dos jugadas memorables que llevaron a las victorias de Red Raider. La primera fue a finales del juego de 2005 contra Oklahoma. Tech estaba en el cuarto down en un intento de pase para  Cody Hodges, y Amendola hizo una captura al saltar en el tráfico. Fue abordado de inmediato y parecía haber sido detenido justo antes de un primer down. Sin embargo, fue revisado por los oficiales de repetición y el punto final de la pelota dio lugar a un primer down. La travesía se mantuvo viva y resultó en otra llamada disputada: el tramo de Taurean Henderson sobre la línea de gol en el juego final de la regulación, que dio a los Red Raiders la victoria sobre los Sooners.
Otro jugada que cambió el juego vino cuando Amendola recuperó el fumble de un pase interceptado durante el intento final durante el juego del 2005 contra Nebraska. Texas Tech necesitaba un touchdown para ganar. El pase de Cody Hodges, el marisacal de campo de Texas Tech fue inclinado e interceptado. En lugar de apollar la rodilla para sellar la victoria, el defensor de Nebraska decidió correr con la pelota y la soltó. Amendola fue en busca de bola suelta y la recuperó.Texas Tech conservó la posesión del balón, lo que resultó en un pase de touchdown ganador de Hodges a Joel Filani en el cuarto down con menos de 30 segundos restantes.
Amendola se especializó en Estudios de Comunicación en Texas Tech, pero se retiró temprano para entrenar para la NFL Combine..

## Carrera deportiva

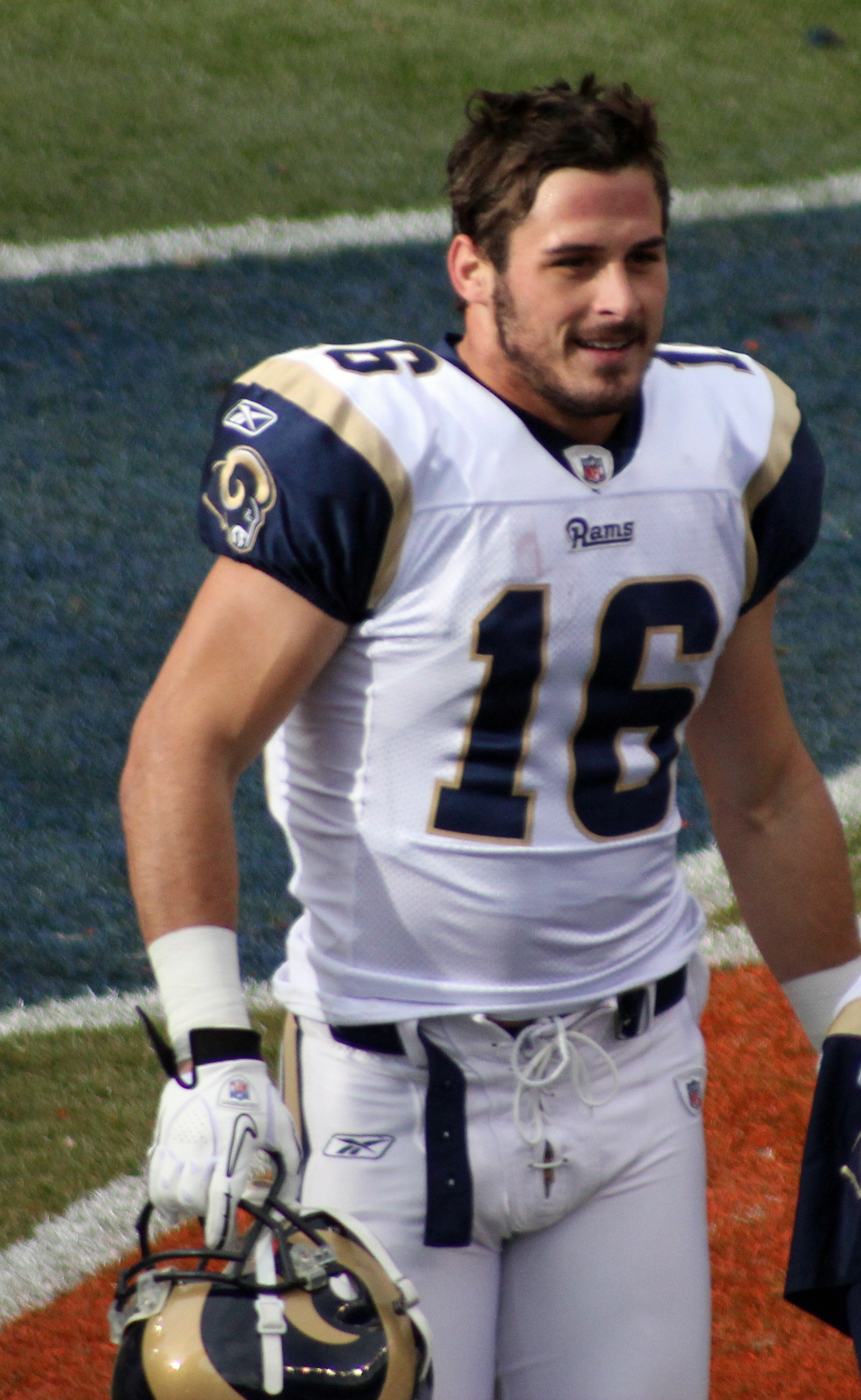
Danny Amendola, jugador del equipo de fútbol americano Saint Louis Rams

Se han hecho numerosas comparaciones entre Amendola y el ex receptor de Texas Tech Wes Welker, cuya carrera en la NFL incluyó temporadas con los Miami Dolphins, los New England Patriots y los Denver Broncos, ya que los dos tienen cualidades similares (Welker mide 5'9 ", pesa 185 libras, mientras que Amendola mide 5'11", pesa 183 libras), ambos jugaron en la posición de Wide Receiver y Punt Returner en la Universidad Tecnológica de Texas.

### Dallas Cowboys
Amendola firmó como agente libre no reclutado en el draft con los Dallas Cowboys el 27 de abril de 2008. Su intento de llegar a la NFL se presentó en el esécoañ de  HBO Hard Knocks. Amendola fue despedido por los Cowboys el 30 de agosto y volvió a firmar para el equipo de práctica. Él pasó toda la temporada regular del  2008  en el equipo de prácticas.

### Philadelphia Eagles
Después de que su contrato expirara con Dallas Cowboys, Amendola firmó con el equipo de práctica de los Philadelphia Eagles el 6 de enero de 2009. Después de la temporada, Amendola fue re-firmado a un contrato futuro el 19 de enero de 2009. Renunciaron a él durante los cortes finales el 5 de septiembre de 2009. Él fue re-firmado a su equipo de práctica el 6 de septiembre de 2009.

### New England Patriots
Amendola firmó con los New England Patriots el 22 de septiembre de 2009. En 2009, atrapó 43 pases para 326 yardas y un touchdown como Wide Receiver. Devolvió 66 kicks para 1.618 yardas y 31 devoluciones para 360 yardas. Comenzó en seis juegos en 2010, un aumento de sus dos comienzos en 2009. En 2010, Amendola lideró la NFL en yardas con 2.364.
En 2011, sufrió una lesión en el brazo lo que lo hizo perder los 15 partidos restantes de la temporada después de que se sometiera a una cirugía de tríceps para reparar el daño. 
El 16 de septiembre de 2012, Amendola tuvo 12 atrapadas en la primera mitad en un juego de la semana 2 contra los Washington Redskins que empató el récord de la mayor cantidad de las capturas en la mitad de un partido establecida por Reggie Wayne en 2007.
El 6 de octubre de 2012, Amendola sufrió una dislocación de clavícula. En un raro caso, en lugar de saltar hacía afuera, la clavícula saltó hacia adentro y llegó milímetros de pinchar la tráquea y la aorta, lo que podría haberlo matado. El personal médico de Rams llamó a la liga para obtener información, pero ningún equipo había tenido jugadores que sufrieran una lesión similar. Amendola fue anestesiado antes de volver a poner la clavícula en su lugar. Debido a la naturaleza inusual de la lesión los Rams no era ciertos cuando Amendola volvería, pero él pudo recuperarse después de apenas tres semanas y registró 11 capturas para 102 yardas en una dura luchada con los San Francisco 49ers. 
Amendola se unió a Mark Chapman y Mike Carlson para la cobertura de la BBC del Super Bowl XLVI el 5 de febrero de 2012.

## Estadísticas generales
| Yardas | Touchdowns | Recepciones | Promedio |
| 3,550  | 17         | 371         | 9.6      |